# 東京土佐寮
東京土佐寮（とうきょうとさりょう）は、東京都三鷹市に位置する男子学生寮で、高知県出身者のための県人寮。公益財団法人土佐育英協会が運営する。

## 運営環境
- 所在地……東京都三鷹市井の頭5丁目16-21
  - JR中央線吉祥寺駅から徒歩約15分
- 建物構造……鉄筋コンクリート3階建ての南棟・北棟
- 収容定員……75名(全て個室)
- 個室の設備……机、椅子、部屋の照明、クローゼット、エアコン、テレビ端子
- 共同の設備……食堂、旧食堂、自転車置き場、洗濯場、浴室
- 経費
  - 入寮費：30000円
  - 家賃：58900円

## 運営環境の詳細
- 2006年度までは1年生は2人部屋であったが、2007年度からは全員1人部屋となっている。
- 寮内では学生の自治運営を行い、総務の統轄の下、三役・庶務委員会・よさこい委員会・懲罰委員会などの諸委員会を置いている。前期・後期の年2回寮生全員参加の総会が開かれ、立候補した総務・三役と諸委員長がそこで承認される。現在は前任者による指名が役員就任における慣例となっている。
- また、2016年度まで毎年夏高知市で開かれるよさこい祭りに出場していた。
- 財団法人高知県土佐育英協会が運営する姉妹寮として京都土佐塾があったが、2010年3月をもって閉寮した。

## 入寮の条件
- 高知県出身者であること。
- 東京都及び近郊の大学に新たに入学した男子学生で、入寮を希望する者。

## 沿革
- 1884年（明治17年）…東京大学生だった和田義睦、同予備門生平石氏人ら6人により「土佐同志会」設立
- 1900年（明治33年）…土佐同志会を「社団法人 土佐協会」と改称
- 1903年（明治36年）…市ヶ谷砂土原町に寄宿舎「砂土原寮」を設置する
- 1926年（大正15年）…砂土原寮から東京「土佐寮」に改称
- 1952年（昭和27年）…三鷹市牟礼に移転
- 1958年（昭和33年）…財団法人・土佐育英協会を設立
- 1964年（昭和39年）…東京土佐寮「井の頭寮」新館が完成(鉄筋三階建)
- 1991年（平成3年）…東京土佐寮南寮新築、北寮(既設寮)の補修完了
- 2003年（平成15年）…東京土佐寮移転50周年
- 2014年(平成26年)…公益財団法人に移行

(参考資料「土佐育英協会報あけぼ乃」より)

## 寮則(抜粋)
- 前文（一部）　我々は未来の歴史を創造する若人として、進歩してやまない社会にあって、平和を願い、学問に励み、心身を鍛え、もって人格を陶冶すべく、より充実した自由なる寮生活に精進する。
- 第２条　本寮は公益財団法人土佐育英協会学生寮管理規定に規定された範囲において、寮生の自治によって運営される。